# 以色列定居点

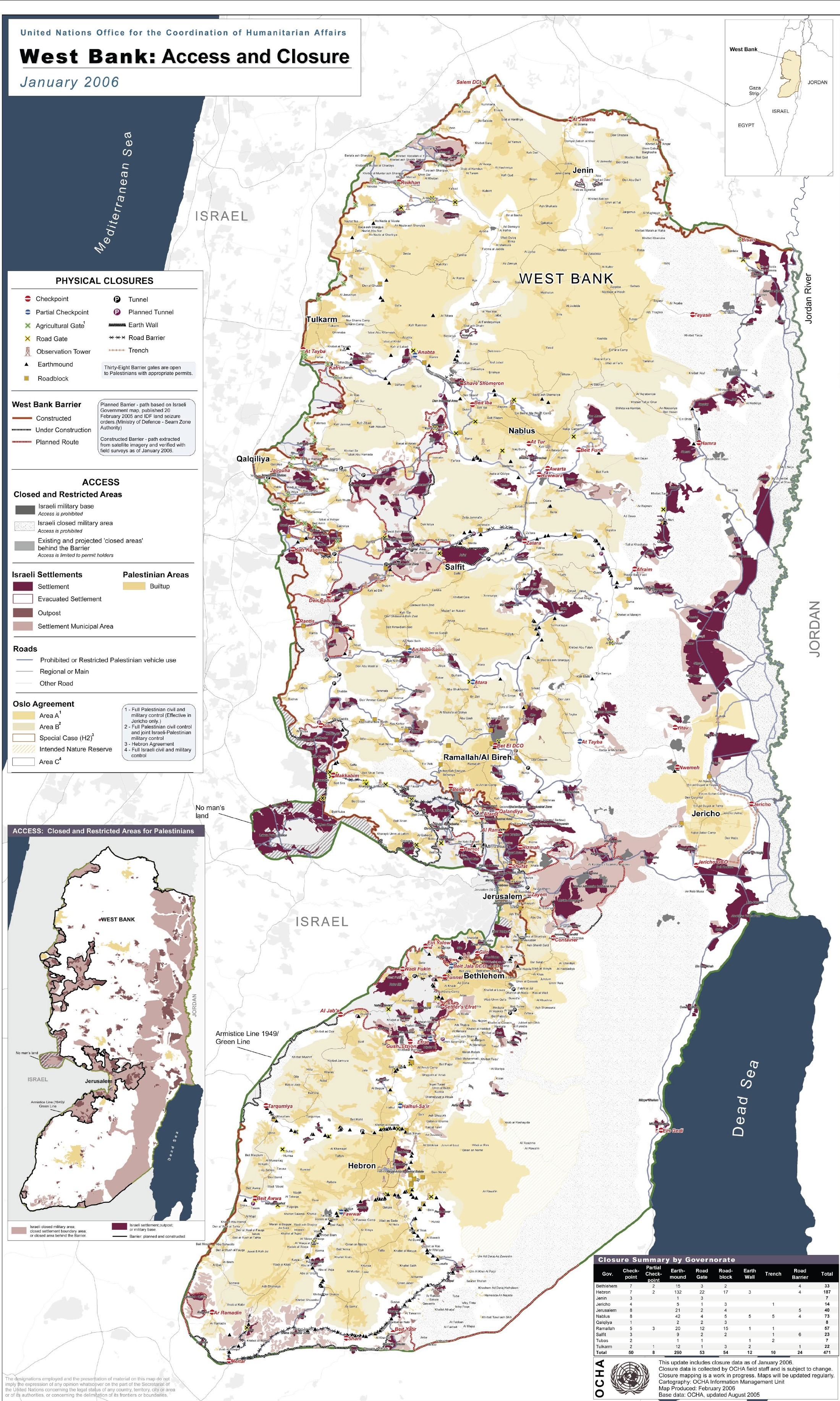
2006年约旦河西岸以色列定居点地图（红色系）

以色列定居点，通常指以色列在通过1967年六日战争夺取土地上建立的犹太人定居殖民社区，也稱為犹太人定居点、猶太殖民區、以色列屯垦区。
以色列定居点主要位于约旦河西岸地区。国际法院及国际社会认为这些定居点是非法的，并且也未得到其他国家政府的支持，聯合國亦不予承認。
截至2010年12月，约旦河西岸地区共有121个官方承认的居民点，人口約33萬；东耶路撒冷定居点人口約19萬；戈兰高地定居点人口約2萬。目前最大的3个定居点是Modi'in Illit、马阿勒阿杜明（Maale Adumim）、Betar Illit，人口超过3万，已经达到城市水平。

## 歷史
1982年，以色列政府拆除了西奈半岛上的18个定居点。2005年，以色列政府拆除了加沙地带全部21个定居点，以及西岸地区4个定居点。
2016年12月23日，联合国安全理事会以14票支持、0票反對和1票弃权，通过第2334號決議，要求以色列立即和完全停止在包括东耶路撒冷在内的所有入侵巴勒斯坦领土上的定居点活动。美国一改以往做法，在本次決議案投票时弃权。然而，在2017年2月7日，以色列國會以8票之差通過了定居点合法化法案，引起巴勒斯坦和國際社會嚴正抗議。

## 人口
| 犹太人人口             | 1948  | 1966 | 1972     | 1983    | 1993    | 2004    | 2007    | 2009    | 2010            | 2014            |
| ---------------------- | ----- | ---- | -------- | ------- | ------- | ------- | ------- | ------- | --------------- | --------------- |
| 西岸地区（含耶路撒冷） | 480   | 0    | 1,182    | 22,800  | 111,600 | 234,487 | 276,462 | 304,569 | 314,100         | 400,000         |
| 加沙地带               | 30    | 0    | 700 1    | 900     | 4,800   | 7,826   | 0       | 0       | 0               | 0               |
| 戈兰高地               | 0     | 0    | 77       | 6,800   | 12,600  | 17,265  | 18,692  | 20,000  | 19,797          | 21,000          |
| 东耶路撒冷             | 2,300 | 0    | 8,649    | 76,095  | 152,800 | 181,587 | 189,708 | 192,000 | 198,629         | 300,000-350,000 |
| 总计                   | 2,810 | 0    | 10,608 1 | 106,595 | 281,800 | 441,165 | 484,862 | 516,569 | 300,000-350,000 | 721,000-771,000 |

1 含西奈半岛

## 行政管理
- 约旦河西岸地区：在行政上组成朱迪亚-撒马利亚区。
- 东耶路撒冷：依照以色列法律，整個耶路撒冷为以色列首都。因而，东耶路撒冷作为耶路撒冷市的一部分进行管理。
- 戈兰高地：作为北部区的一部分进行管理。
- 加沙地带：以色列2005年撤出所有定居点，此後全境由哈馬斯控制。

## 圖片集

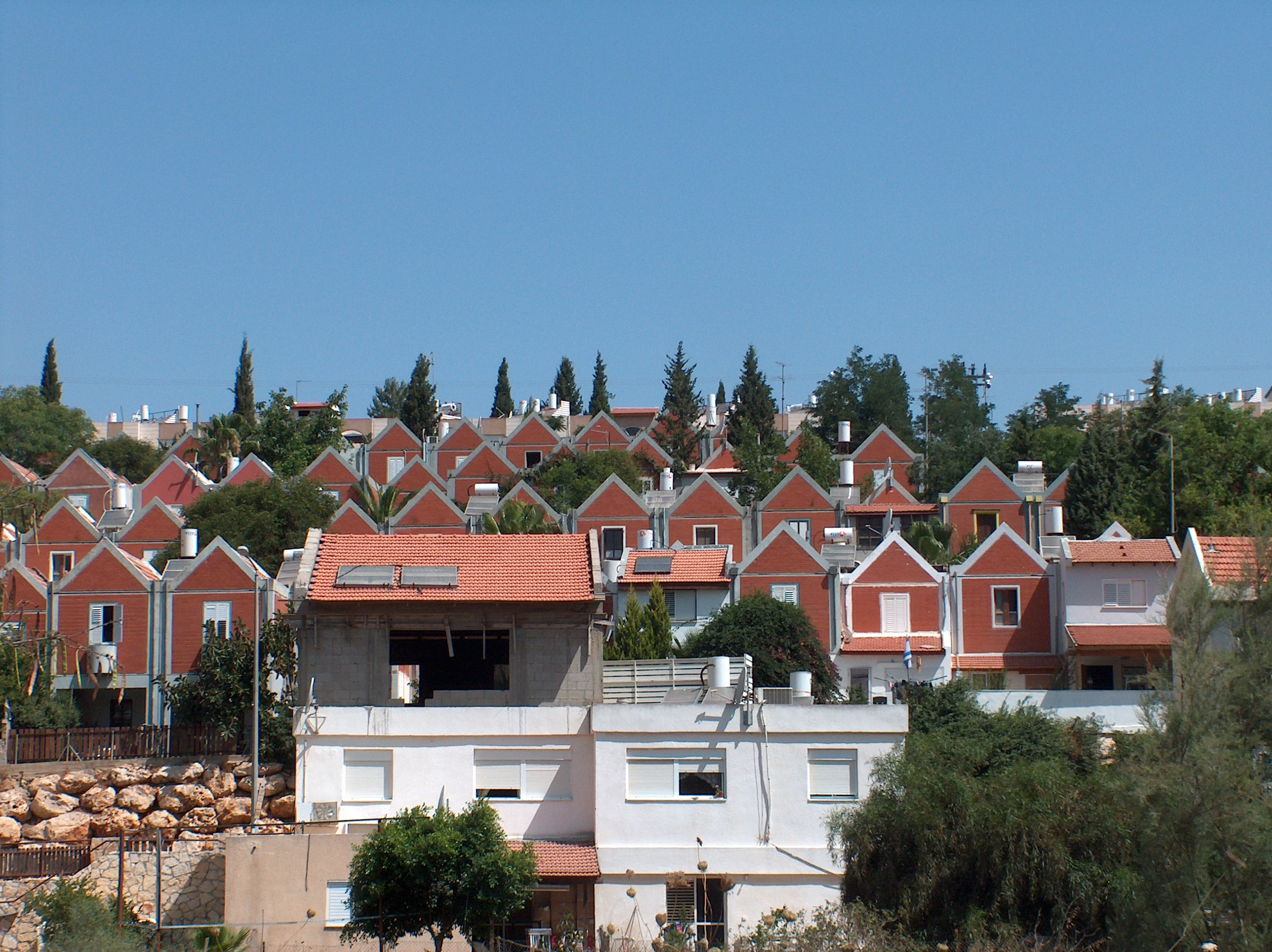
埃里尔定居点的一个社区
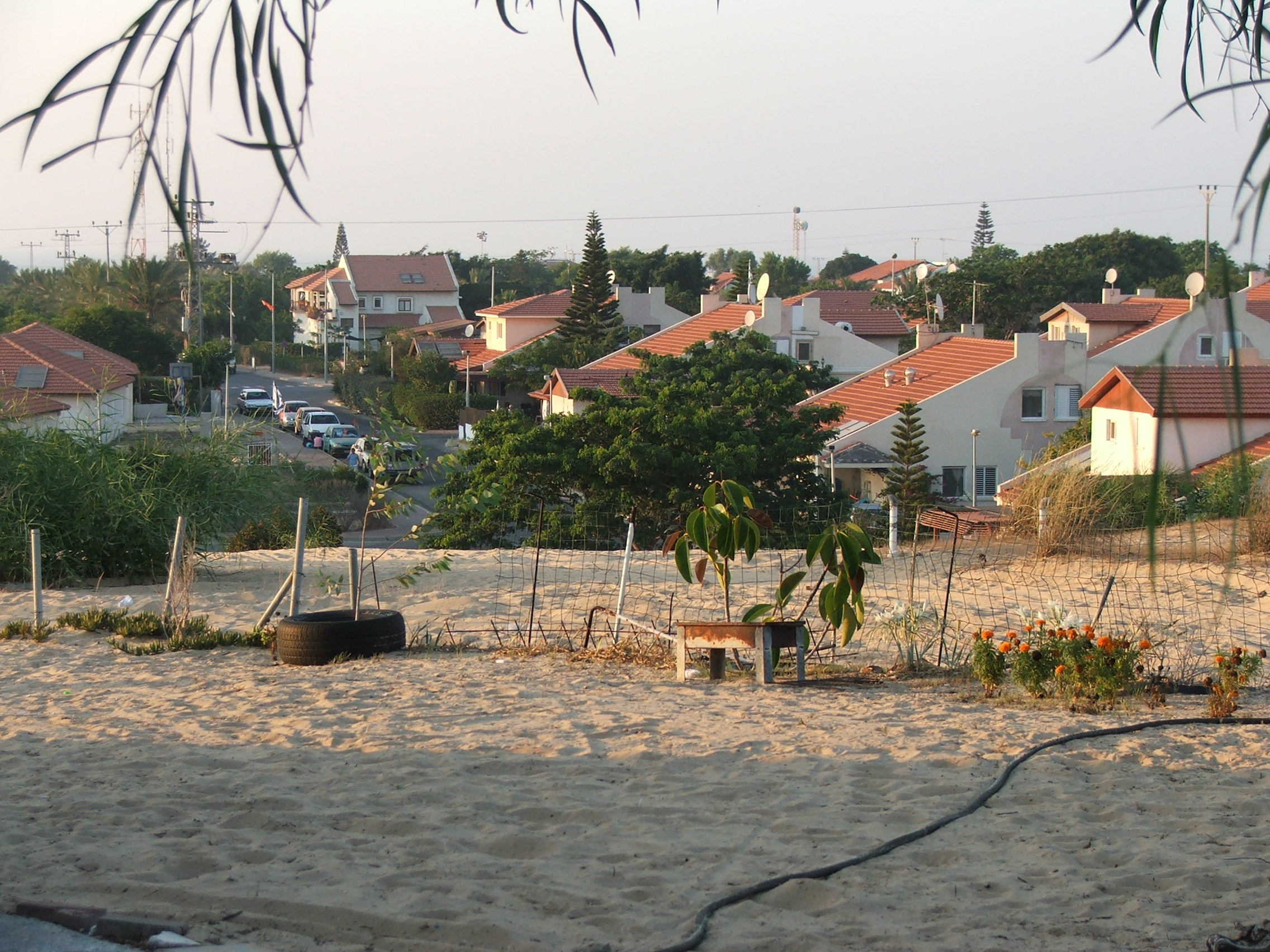
以色列前定居点Neve Dekalim（英语：Neve Dekalim），于2005年拆除
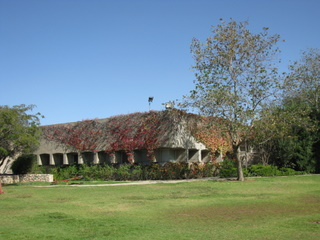
Kfar Etzion（英语：Kfar Etzion）